# Кожевникова, Галина Степановна
Галина Степановна Кожевникова (урожд. Зарвирова; род. 15 мая 1956, Кулунда, Кулундинский район, Алтайский край, СССР) — советская и российская баскетболистка, мастер спорта СССР международного класса. Обладатель кубка Л.Ронкетти, 2-кратный чемпион СССР, неоднократный призёр чемпионата России. Рекордсмен новосибирского клуба по количеству проведённых сезонов в команде (21).

## Биография
Начала заниматься баскетболом в Бердской детско-юношеской спортивной школе, откуда её в 1974 году Генрих Приматов пригласил в свою команду мастеров новосибирское «Динамо».
В 1977 году при тренере Леониде Ячменеве стала капитаном команды, осуществляя функции до 1985 года. Первые личные успехи для баскетболистки пришли в 1978 году, когда она была включена в список 25 лучших баскетболистов СССР, при том, что команда в чемпионате СССР заняла 9-е место. После этого получила приглашение в сборную РСФСР, с которой в 1979 году выиграла бронзовые медали Спартакиады народов СССР, а также участвовала в ряде международных турниров. Итогом этих выступлений стало то, что Кожевникова второй год подряд попала в список лучших баскетболистов СССР.
В сезоне 1980/81 «Динамо» впервые выиграло бронзовые медали чемпионата СССР, а Кожевникова была признана лучшей защитницей финального турнира. По итогам сезона заслуженный тренер СССР Давид Берлин на страницах газеты «Советского спорта» сказал:

Зарвирова — настоящий боец, который продолжает бороться, даже когда команда безнадежно проигрывает. Во всех ответственных матчах именно ей поручалась опека сильнейших игроков соперниц. И она не только успешно справлялась удачно с этой задачей, но постоянно шла вперёд, в атаку, демонстрируя искусное мастерство в нападении — проход, пас, бросок. И всё это — на скорости, в движении, почти без ошибок.

Кожевникова не играла в сборной СССР, на её позиции играла Ульяна Семёнова.
Следующие сезоны в чемпионате СССР клуб шёл поступательно: бронза в 1982 году, серебро в 1985 году. В 1986 году клуб выиграл чемпионат СССР и Кубок Ронкетти. В финале еврокубка против венгерского БСЕ Кожевникова набрала больше всех очков (23).
Потеряв практически весь сезон 1986/87, в 1988 году она снова играла в составе чемпионского «Динамо». Перед началом первенства СССР 1990/91 приняла решение завершить баскетбольную карьеру. В это время Леонид Ячменев занимался омоложением «Динамо». Видя то, что в составе команды необходим авторитетный лидер, главный тренер попросил Кожевникову поиграть ещё один сезон (1991/92).
В 1991 году родилась дочь Ольга, но Кожевникова снова стала играть за «Динамо», с 1993 года вновь капитан команды. Характеристика Ячменёва:

С Галей Кожевниковой я работаю 15 лет, и за эти годы человек, ни разу ни на минуту никуда не опоздал: ни на тренировку, ни на автобус, ни на собрание, ни на обед. Ни разу, вы можете себе это представить?! Это абсолютно надёжный человек. Она уже закончила было играть, но вот трудно стало команде, особенно в волевом плане — девочки молодые. Мы попросили Галю помочь, и она согласилась, хотя, конечно, были у неё и травмы. И она опять одна из лучших. Это мотор команды, игрок, беззаветно преданный клубу, делу, безгранично авторитетный. Я бесконечно её благодарен. Мне очень повезло, что я встретился с таким человеком на спортивном поприще. Это большое счастье, что такой игрок есть в команде.

В чемпионате России Кожевникова два года подряд завоёвывала серебряные медали. В своём последнем баскетбольном сезоне (1995/96) была самая возрастная в команде, следующая по возрасту шла Татьяна Коломеец, которая была младше Кожевниковой на 8 лет. Кожевникова провела 44 матча из 46.
Прощальный матч в баскетболе Кожевникова провела 18 января 1997 года в возрасте 40 лет. В домашнем матче против УГМК отыграла 5 минут, набрав свои последние 2 очка.
После завершении карьеры осталась работать в клубе. С 1999 года — помощник главного тренера новосибирского «Динамо», при этом, когда меняются главные тренеры, она временно исполняет их обязанности.
Вместе с подругами по «золотому» «Динамо» играет во многих международных ветеранских турнирах. Трёхкратный чемпион мира среди ветеранов и четырёхкратный чемпион Европы.

## Достижения
- Обладатель кубка Ронкетти: 1986
- Чемпион СССР: 1986, 1988
- Серебряный призёр чемпионата СССР: 1985
- Серебряный призёр чемпионата России: 1993, 1994
- Бронзовый призёр чемпионата СССР: 1981, 1982
- Бронзовый призёр Спартакиады народов СССР: 1979
- Чемпион мира среди ветеранов: 2007, 2009, 2011
- Серебряный призёр чемпионата мира среди ветеранов: 2013
- Чемпион Европы среди ветеранов: 2004, 2006, 2008, 2010.
- Серебряный призёр чемпионата Европы среди ветеранов: 2002
- Бронзовый призёр чемпионата Европы среди ветеранов: 2012